# Lijst van presidenten van Spanje
Dit is een Lijst van presidenten van Spanje.

## Beknopt overzicht
| 1873-1874 | Eerste Spaanse Republiek |
| 1931-1939 | Tweede Spaanse Republiek |

## Presidenten van Spanje (1873-1874) (1931-1939)

### Eerste Spaanse Republiek(1873-1874)

#### Presidenten van de Uitvoerende Macht (1873-1874)
| President | President                                 | Ambtstermijn                      | Partij               |
| --------- | ----------------------------------------- | --------------------------------- | -------------------- |
|           | Estanislao Figueras (1819-1882)           | 12 februari 1873 - 11 juni 1873   | PD                   |
|           | Francisco Pi y Margall (1824-1901)        | 11 juni 1873 - 18 juli 1873       | PRF                  |
|           | Nicolás Salmerón (1838-1908)              | 18 juli 1873 - 7 september 1873   | PRF                  |
|           | Emilio Castelar (1832-1899)               | 7 september 1873 - 3 januari 1874 | Republikeinse Partij |
|           | Francisco Serrano y Domínguez (1810-1885) | 3 januari 1874 - 30 december 1874 | PL                   |

### Tweede Spaanse Republiek(1931-1939)

#### President van de Voorlopige Regering (1931)
| President | President                                 | Ambtstermijn                       | Partij |
| --------- | ----------------------------------------- | ---------------------------------- | ------ |
|           | Niceto Alcalá Zamora y Torres (1877-1949) | 14 april 1931 - 14 oktober 1931    | PRC    |
|           | Manuel Azaña (1880-1940)                  | 14 oktober 1931 - 11 december 1931 | AR     |

#### Presidenten van Spanje (1931-1939)
| President | President                                 | Ambtstermijn                    | Partij |
| --------- | ----------------------------------------- | ------------------------------- | ------ |
|           | Niceto Alcalá Zamora y Torres (1877-1949) | 11 december 1931 - 7 april 1936 | PRC    |
|           | Diego Martínez Barrio (1883-1962)         | 7 april 1936 - 11 mei 1936      | UR     |
|           | Manuel Azaña (1880-1940)                  | 11 mei 1936 - 3 maart 1939      | IR     |
|           | José Miaja Menant (1878-1958)             | 5 maart 1939 - 28 maart 1939    |        |

## Afkortingen
- PD = Democratische Partij (liberaal)
- PRF = Republiekeinse Federalistische Partij (liberaal, federalistisch)
- PR = Republikeinse Partij (conservatief-liberaal)
- PL = Liberale Partij (liberaal, monarchistisch)
- PRC = Conservatieve Republikeinse Partij (conservatief-republikeins, rechts-liberaal)
- AR = Republikeinse Actie (links-liberaal, antiklerikaal, antimilitaristisch)